# Cremastosperma venezuelanum
Cremastosperma venezuelanum är en kirimojaväxtart som beskrevs av Pirie. Cremastosperma venezuelanum ingår i släktet Cremastosperma, och familjen kirimojaväxter. Inga underarter finns listade i Catalogue of Life.